# 21735 Ніссашмідт
21735 Ніссашмідт (21735 Nissaschmidt) — астероїд головного поясу, відкритий 9 вересня 1999 року.
Тіссеранів параметр щодо Юпітера — 3,538.